# Verchnij Tagil
Verchnij Tagil (in russo Верхний Тагил?) è una città della Russia siberiana estremo occidentale (Oblast' di Sverdlovsk), situata lungo l'alto corso del fiume Tagil sul fianco orientale degli Urali, 111 km a nordest del capoluogo Ekaterinburg; dal punto di vista amministrativo dipende direttamente dalla città (gorod) di Kirovgrad.

## Storia
La città nacque nel 1716 insieme ad uno stabilimento siderurgico fondato dai Demidov una ricca famiglia di industriali russi; questa fabbrica funzionò dal 1718 al 1917.
La cittadina ottenne lo status di città nel 1966.

## Società

### Evoluzione demografica
Fonte: mojgorod.ru
- 1897: 4.900
- 1959: 15.400
- 1979: 13.600
- 1989: 13.100
- 2007: 12.300
- 2023:   9.900